# همه نگاه‌ها به من (فیلم)
همه نگاه‌ها به من (به انگلیسی: All Eyez on Me) یک فیلم زندگینامه‌ای درام دربارهٔ رپر آمریکایی توپاک شکور است که دمیتریوس شیپ جونیور در آن نقش توپاک را ایفا می‌کند.

این فیلم به کارگردانی بنی بوم  و نویسندگی اد گونزالز و جرمی هافت، از نیمه دسامبر ۲۰۱۵ در شهر آتلانتا، جورجیا شروع به فیلم برداری کرده‌است.
اسم این فیلم از چهارمین آلبوم توپاک به نام همه نگاه‌ها به من گرفته شده‌است.

## داستان
این فیلم بر داستان زندگی حرفه‌ای توپاک شکور و تمام مسیر را تا تیراندازی لاس وگاس در سال ۱۹۹۶ که منجر به فوت او شد تمرکز می‌کند.

## بازیگران
- دمتریوس شیپ جونیور در نقش توپاک شکور
- دانای گوریرا در نقش افنی شکور، مادر توپاک
- جمال وولارد در نقش نوتوریوس بی. آی. جی
- استفون واشینگتن در نقش شان کامز
- کاترینا گراهام در نقش جیدا پینکت اسمیت
- گریس گیبسون در نقش فیث اوانس
- اریکا پینکت در نقش آیانا جکسون
- لورن کوهن در نقش لیلا استنبرگ، مربی توپاک
- جمی هکتور در نقش موتولا شکور، ناپدری توپاک
- اینی ایلانزا در نقش کیدادا جونز، نامزد توپاک
- کیت رابینسون در نقش اترون گرگوری
- دومینیک ال. سانتانا در نقش شوگ نایت ، تهیه‌کننده توپاک
- مانی-بی، رپر آمریکایی در نقش خودش
- کلیفتون پاول در نقش فلوید
- جونل یانگ در نقش ری لاو، هم گروه توپاک
- جارمل هاوارد در نقش موپریم شکور، برادر بزرگتر ناتنی توپاک
- ریون سیمون فارل در نقش سکویا شکور، خواهر توپاک
- رایان لاورنس در نقش ترچ، هم گروه توپاک
- جیمز هاتر سوم در نقش یاکی کدافی، هم گروه توپاک
- جرمین کارتر در نقش حسین فتال، هم گروه توپاک
- ای.دی. آی میین در نقش خودش، پسرعموی توپاک
- گیون نوبل در نقش خودش
- آزاد آرنود در نقش داز دلینجر، هم گروه توپاک
- جارت الایس در نقش اسنوپ داگ
- دیری دیویس در نقش لگز
- پاتریک پوکته در نقش اولیور
- هارولد هوس مور در نقش دکتر دره
- هیل هارپر در نقش روزنامه‌نگار
- کوری هاردریکت در نقش هایتان جک[۲]
- فیل آرمیجو در نقش جانی «جی»